# Transport w Gdyni
 Transport w Gdyni – transport drogowy, kolejowy, lotniczy i rowerowy na terenie Gdyni.

## Transport drogowy
Przez Gdynię przebiegają:
- drogi wojewódzkie
  - Droga wojewódzka nr 468 (Gdańsk – Sopot – Gdynia)
  - Droga wojewódzka nr 474 (na terenie Gdyni)

- drogi krajowe
  - Droga krajowa nr 6 (Kołbaskowo – Słupsk – Trójmiasto)
  - Droga krajowa nr 20 (Stargard – Gdynia)
  - Droga ekspresowa S6 (obwodnica Trójmiasta)

## Transport miejski

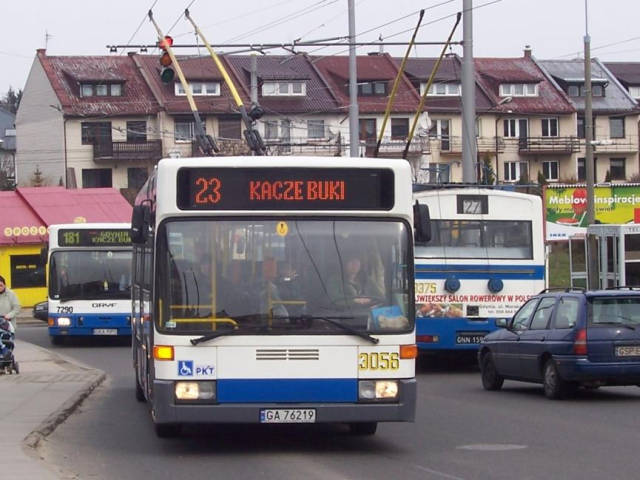
Pojazdy PKT i GRYF. Na pierwszym planie trolejbus MB O405NE

Pierwszą linię autobusową uruchomiono w 1927 na trasie Śródmieście – Oksywie, kolejną – do Sopotu. W 1930 powstało Miejskie Towarzystwo Komunikacyjne w Gdyni. W 1936 w mieście funkcjonowało już 11 linii. W 1943 zbudowano pierwszą linię trolejbusową – do Chyloni. W okresie okupacji komunikacją miejską w Gdyni zajmowali się przewoźnicy z Gdańska. Po II wojnie światowej przez wiele lat komunikację w Gdyni prowadziło Wojewódzkie Przedsiębiorstwo Komunikacyjne Gdańsk-Gdynia. Od 1992 całością zarządza Zarząd Komunikacji Miejskiej w Gdyni, zaś przewozy realizują trzy przedsiębiorstwa komunalne: PKA, PKM oraz PKT Gdynia oraz szereg innych przewoźników prywatnych, wyłanianych w drodze przetargów. Komunikacja miejska przeszła modernizację taboru i wykorzystuje nowoczesne modele pojazdów. Dołożono starań, by liczba autobusów i trolejbusów niskopodłogowych była utrzymywana na wysokim poziomie w trosce o osoby niepełnosprawne czy ludzi w podeszłym wieku. Od 2006 gdyńska komunikacja dołączyła do Metropolitarnego Związku Komunikacyjnego Zatoki Gdańskiej, celem integracji z komunikacją miast reszty regionu.

## Transport kolejowy

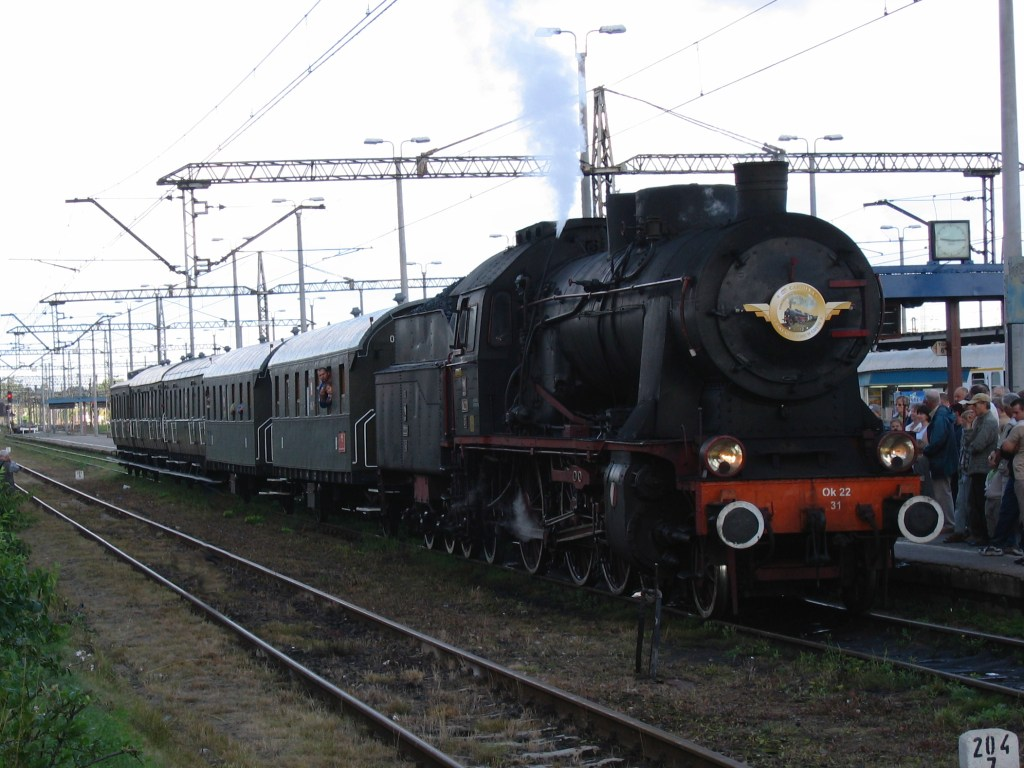
Pociąg retro "Costerina" na stacji w Gdyni

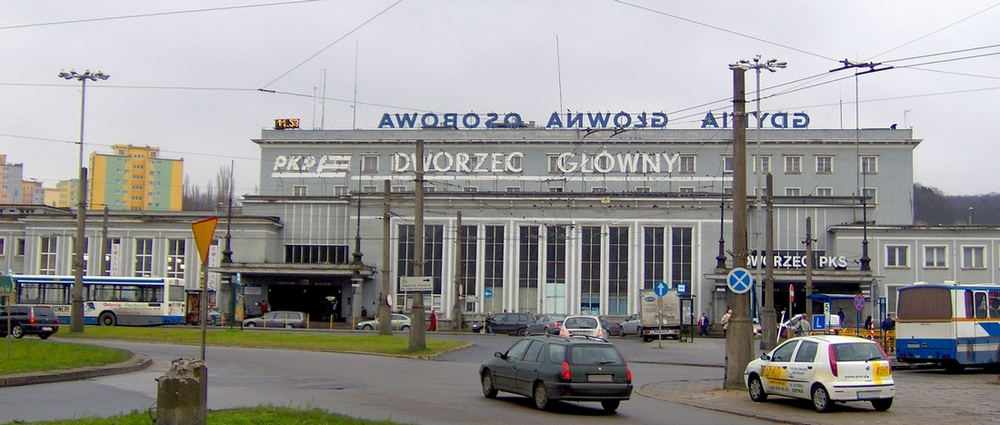
Gdynia Dworzec Główny PKP

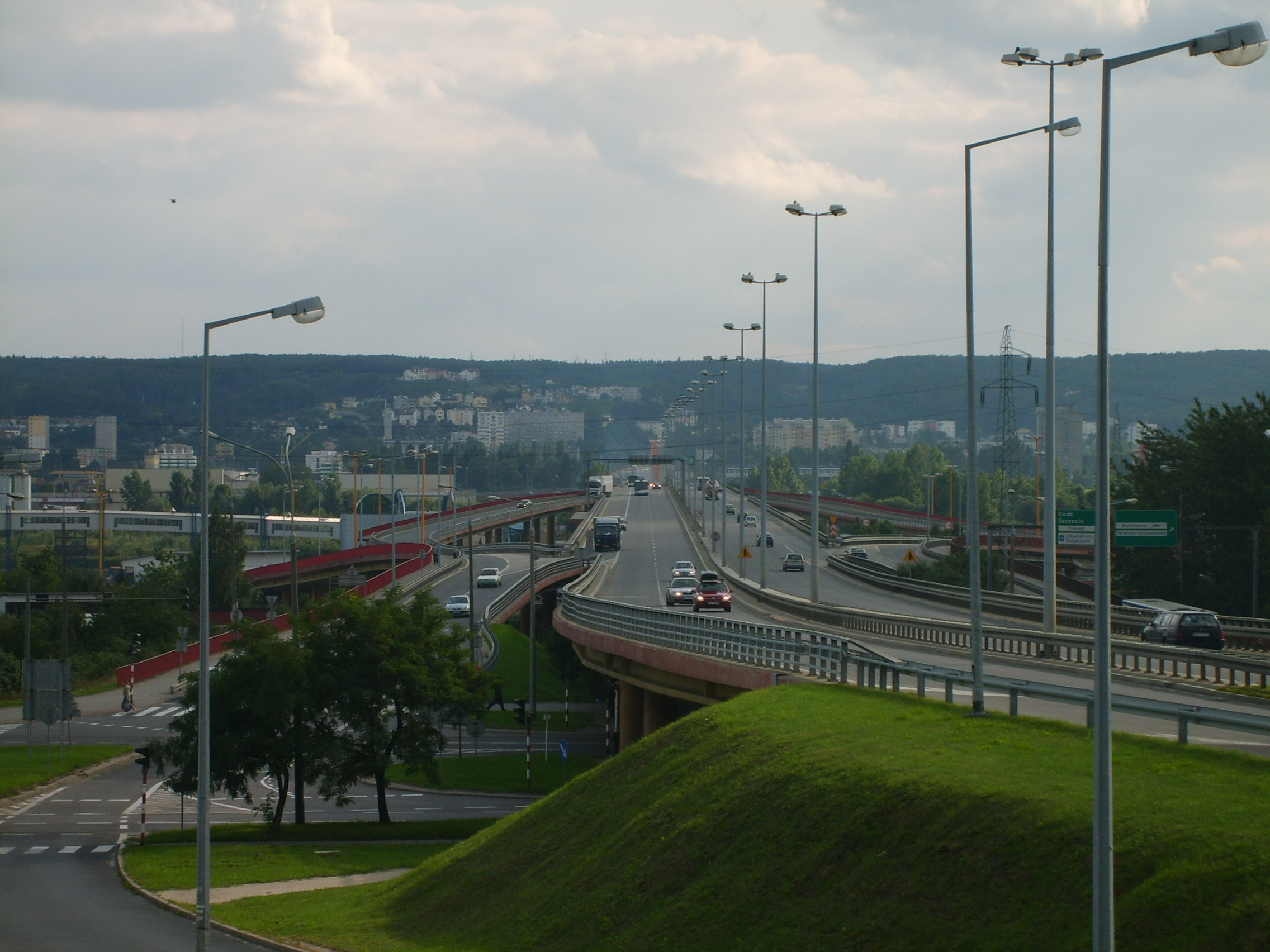
Estakada Kwiatkowskiego. Widok od strony Obłuża w kierunku Leszczynek

Historia kolejnictwa w Gdyni miała swój początek, gdy przez miasto będące jeszcze wsią przeprowadzona została 131 km trasa Słupsk – Gdańsk (2-torowa linia kolejowa na odcinkach: Wejherowo – Rumia i Gdynia Główna – Gdańsk Główny). Do użytku została oddana 1 września 1870 przez Berlińsko-Szczecińskie Towarzystwo Kolejowe (Berlin-Stettiner Eisenbahn Gesellschaft). W latach następnych była rozbudowywana, by 15 grudnia 1898 połączyć Gdynię przez Redę z Puckiem (poprzez nowy 16 km odcinek). Była ona przedłużana, najpierw 26 września 1903 do Swarzewa, by 16 września 1922 osiągnąć przystanek końcowy Hel. Cała linia kolejowa nr 213 Reda-Hel liczy sobie 61,7 km.
Po odzyskaniu przez Polskę niepodległości połączono Gdynię w 1921 z Kokoszkami. Było ono skomunikowane z miastami w sercu ówczesnego województwa pomorskiego – Kartuzami, Kościerzyną i Chojnicami. Rozwijała się również infrastruktura kolejowa w samej Gdyni, głównie za sprawą budowy portu i miasta. W roku otrzymania przez nie praw miejskich oddano do użytku dworzec główny. Jego budowa trwała w latach 1923–1926 pod okiem Romualda Millera. Architektura reprezentowała styl narodowy. Rozwój miasta przyczynił się do dalszego powiększania infrastruktury kolejowej w mieście, co przyniosło uruchomienie w 1929 Parowozowni w Grabówku oraz oddanie do użytku kolejnych stacji w Chyloni (1930) i w Orłowie (1935). Dwa lata później połączenie z główną trakcją uzyskało Oksywie. Samo miasto uzyskało połączenie z Bydgoszczą w 1930, dzięki inwestycji Francusko-Polskiego Towarzystwa Kolejowego. Rozwój sieci kolejowej wstrzymał wybuch II wojny światowej. Lata powojenne przyniosły elektryfikację linii SKM Sopot – Gdynia w 1953. W tym samym roku wybudowano siedzibę Elektrowozowni Gdynia Chylonia, która później stanowiła zaplecze warsztatowe Wagonowni Gdynia, Zakładu Taboru, spółki Przewozy Regionalne zaś obecnie PKP Intercity. Zelektryfikowano także linię Gdynia – Wejherowo, co miało miejsce w 1957. Zaś w samym mieście w tym czasie oddano do użytku nowy budynek dworca głównego według projektu Wacława Tomaszewskiego. W latach 1975–1983 w Gdyni miała swoją siedzibę Dyrekcja Rejonowa Kolei Państwowych, zarządzająca terytorialną infrastrukturą kolejową woj. gdańskiego. Proces elektryfikacyjny kontynuowano w latach 80. XX wieku, co miało miejsce w przypadku linii Warszawa – Gdynia (1985) a następnie linii Szczecin – Gdynia (1989). W ostatnich latach PRL-u otwarto kompleks obiektów Elektrowozowni dla SKM w Gdyni Cisowej (1988) a rok później oddano do użytku Halę Napraw w Wagonowni Gdynia Grabówek. Początek XXI wieku przyniósł powołanie PKP SKM w Trójmieście Sp. z o.o.
W 2008 podjęto prace modernizacyjne stacji, zaś w 2010 samego dworca Gdynia Główna.
Na PKP wielokrotnie przeprowadzano różnego rodzaju reorganizacje. Obecnie w Gdyni swoją siedzibę mają następujące jednostki kolejowe:
- PKP Szybka Kolej Miejska w Trójmieście Sp. z o.o., z siedzibą w Gdyni-Cisowej, ul. Morska 350a (d. elektrowozownia), przystanek służbowy SKM Gdynia Elektrowozownia; po części będąca własnością samorządu
- Zakład Północny spółki PKP Intercity S.A., z siedzibą w Gdyni, ul. Osada Kolejowa 12, przystanek SKM Gdynia Grabówek, oraz z zapleczem w Gdyni, przystanek SKM Gdynia Leszczynki (eksploatujący tabor wydzielony z d. wagonowni i lokomotywowni)
- Oddział Pomorski spółki Przewozy Regionalne Sp. z o.o., z siedzibą w Gdyni, ul. Krzywoustego 7, przystanek SKM Gdynia Leszczynki (d. stacje pasażerskie i wagonownia wagonów osobowych)
- Zakład Północny spółki PKP Cargo S.A., z siedzibą w Gdyni-Porcie, ul. Celna 3, przystanek SKM Gdynia Stocznia (d. stacje towarowe, wagonownie wagonów towarowych oraz lokomotywownie)
- Zakład Linii Kolejowych spółki PKP Polskie Linie Kolejowe SA, z siedzibą w Gdyni, ul. Morska 24, przystanek Gdynia Stocznia (d. służba drogowa)
- Zakład Północ spółki WARS S.A., z siedzibą w Gdyni, ul. Krzywoustego 1, przystanek SKM Gdynia-Leszczynki
- Sekcja Napraw Wagonów spółki PKP Cargo Tabor Pomorski, z siedzibą w Gdyni, ul. Osada Kolejowa 12, przystanek SKM Gdynia Grabówek (d. wagonownia wagonów towarowych)

## Transport lotniczy
Od 1919 Gdynię obsługiwało lotnisko w Gdańsku-Wrzeszczu (Danzig-Langfuhr). W 1935 powstał port lotniczy Gdynia z siedzibą w Rumi. W latach powojennych ponownie korzystano z lotniska w Gdańsku-Wrzeszczu. W 1974 oddano do użytku nowy port lotniczy w Gdańsku-Rębiechowie, którego gdyńskie władze samorządowe są współudziałowcem.
Od 2006 trwają prace nad przeznaczeniem na cele cywilne dotychczasowego lotniska Marynarki Wojennej w Babich Dołach. W tym celu w 2006 podpisano list intencyjny, którego sygnatariuszem zostali prezydent miasta, dowódca Marynarki Wojennej oraz prezes portu lotniczego w Gdańsku-Rębiechowie. W sierpniu 2007 powołano do życia spółkę Port lotniczy Gdynia-Kosakowo.
W 2013 przy ul. Przemysłowej oddano do użytku śmigłowcowe lądowisko Gdynia-Wilbo.